# اتحادیه فوتبال جمهوری چک
اتحادیه فوتبال جمهوری چک (چکی: Fotbalová asociace České republiky) با نام کوتاه شدهٔ ( FAČR) بالاترین نهاد اداره کنندهٔ فوتبال در کشور جمهوری چک است که در سال ۱۹۰۱ میلادی بنیان‌گذاری و در سال ۱۹۰۷ میلادی به عضویت رسمی فدراسیون جهانی فوتبال فیفا درآمد. این نهاد مسئولیت برگزاری لیگ برتر جمهوری چک، و تیم ملی جمهوری چک را بر عهده دارد. این نهاد در سال ۱۹۵۴ به عضویت یوفا درآمد.
در میان سال‌های ۱۹۲۲ تا ۱۹۹۳ این نهاد با نام اتحادیه فوتبال چکسلواکی فعالیت می‌کرد. مقر اتحادیه فوتبال جمهوری چک در پایتخت این کشور، شهر پراگ، واقع است.